# Prčice
Prčice (německy Pertschitz) jsou část města Sedlec-Prčice v okrese Příbram ve Středočeském kraji. Do roku 1957 byla samostatným městysem. V roce 2011 zde trvale žilo 532 obyvatel.

## Název
Jméno osady se v minulosti psalo různými způsoby: Prtschitz (1179), Purschitz (1182), Perchyc (1220), Pritschit (1262), Pryczicz (1352), Pirczicz (1369), Prczicz (1379), Prczicze (1550), Prcžicze (1612), Prtschiz (1774), Prčitz (1873), Pertschitz (1939–1945). Ze starých zápisů těžko odhadovat, jaký rod a číslo název původně v češtině měl. O původu jména bylo vysloveno mnoho hypotéz.
- Čeněk Habart hledal původ u staročeského slova „prčiti“, které podle Jungmannova Slovníku znamená „směšně se nadýmati, nad jiné hrdě se vynášeti“.[6][7]
- August Sedláček zmiňuje, že prkno jmenovalo se za stara „prče“ a že byl hrad prčemi ohrazen, jmenovalo se Vítkovo sídlo Prčice. Slovensky se dosud říká prknům, uříznutým z klády při okraji, „prčice“. Někteří považovali Prčici za překlad německého Plankenberg, kopec prkny ohrazený, protože syn Vítka I. nejstaršího se někdy psal také z Plankenberka. Z použití tohoto přídomku souběžně s přídomkem „de Perchyc“ a dalších souvislostí však lze usoudit, se jedná o dvě různá místa, českou Prčici a dolnorakouský hrad Blankenberg u městečka Neufelden.[6]
- Antonín Profous předpokládá, že původní lokátor se jmenoval Prk, existence takového středověkého jména je doložená, stejně jako podobné odvozeniny z tohoto jména. Tomu by odpovídalo, že by původně byl název v množném čísle (Prčici, Prkovi lidé)[6][8]

V místním úzu se používá jméno v jednotném čísle (do Prčice, v Prčici). V ustálených souslovích je zažitý plurál (jdi) do prčic/do Prčic, (jsem) v prčicích. Internetová jazyková příručka ÚJČ u hesla Prčice uvádí, že se slovo používá jak v čísle jednotném, tak i jako pomnožné jméno, a v obecném výkladu je spolu se jmény Kytlice a Hostivice uvádí jako příklady jmen, která mohou mít obojí tvary. Slovník spisovného jazyka českého uvádí jako základní charakteristiku ženský rod jednotného čísla, ale v obecné češtině slovo uvádí jako mužské pomnožné jméno, zvláště ve zhrublých spojeních. 
V souslovích „jít do prčic“, „být v prčicích“ je jméno „Prčice“ použito jako eufemizační náhražka tabuizovaného vulgárního slova prdel.

## Historie

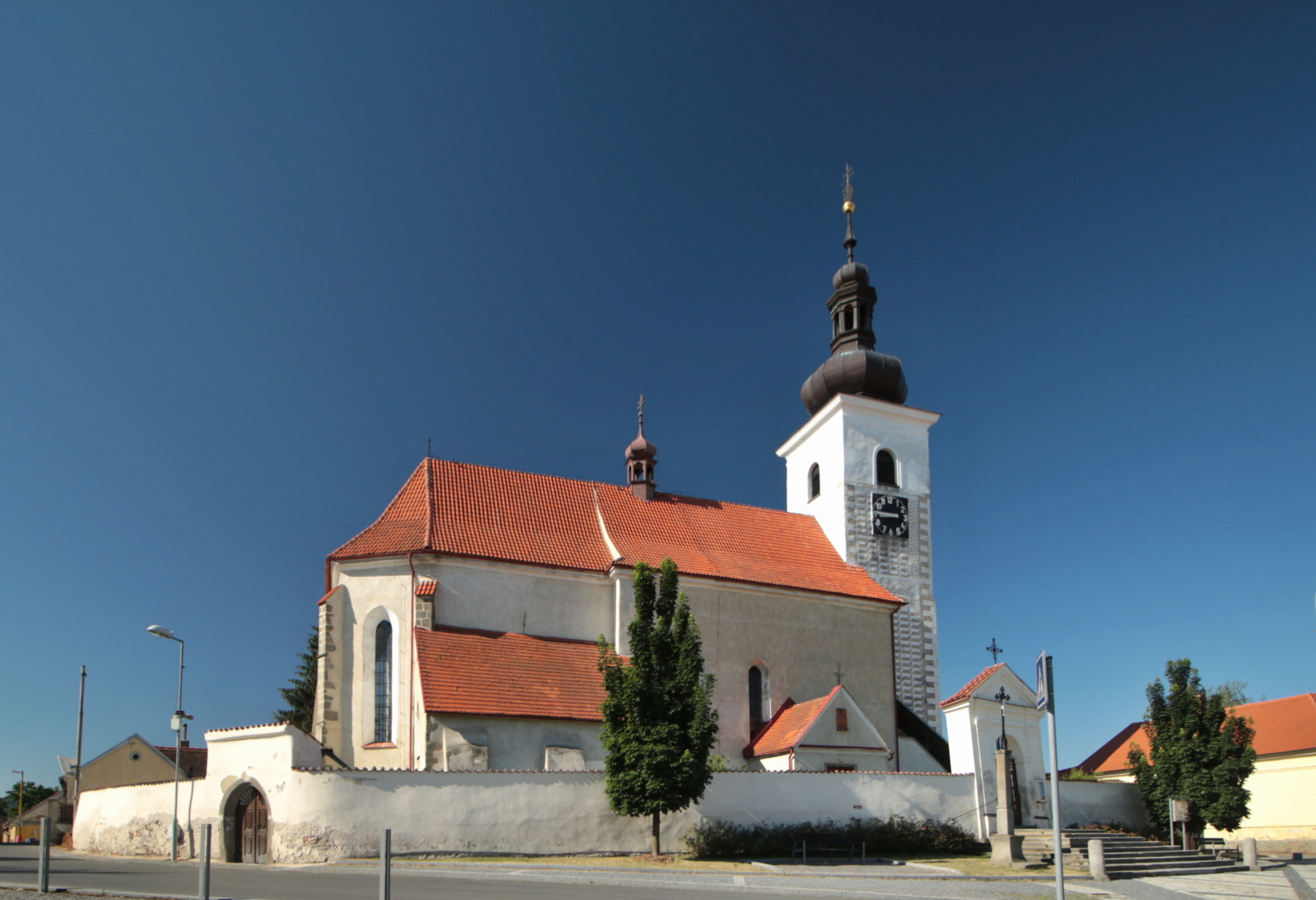
Kostel svatého Vavřince na Vítkově náměstí byl založen v 11. nebo 12. století Vítkovci

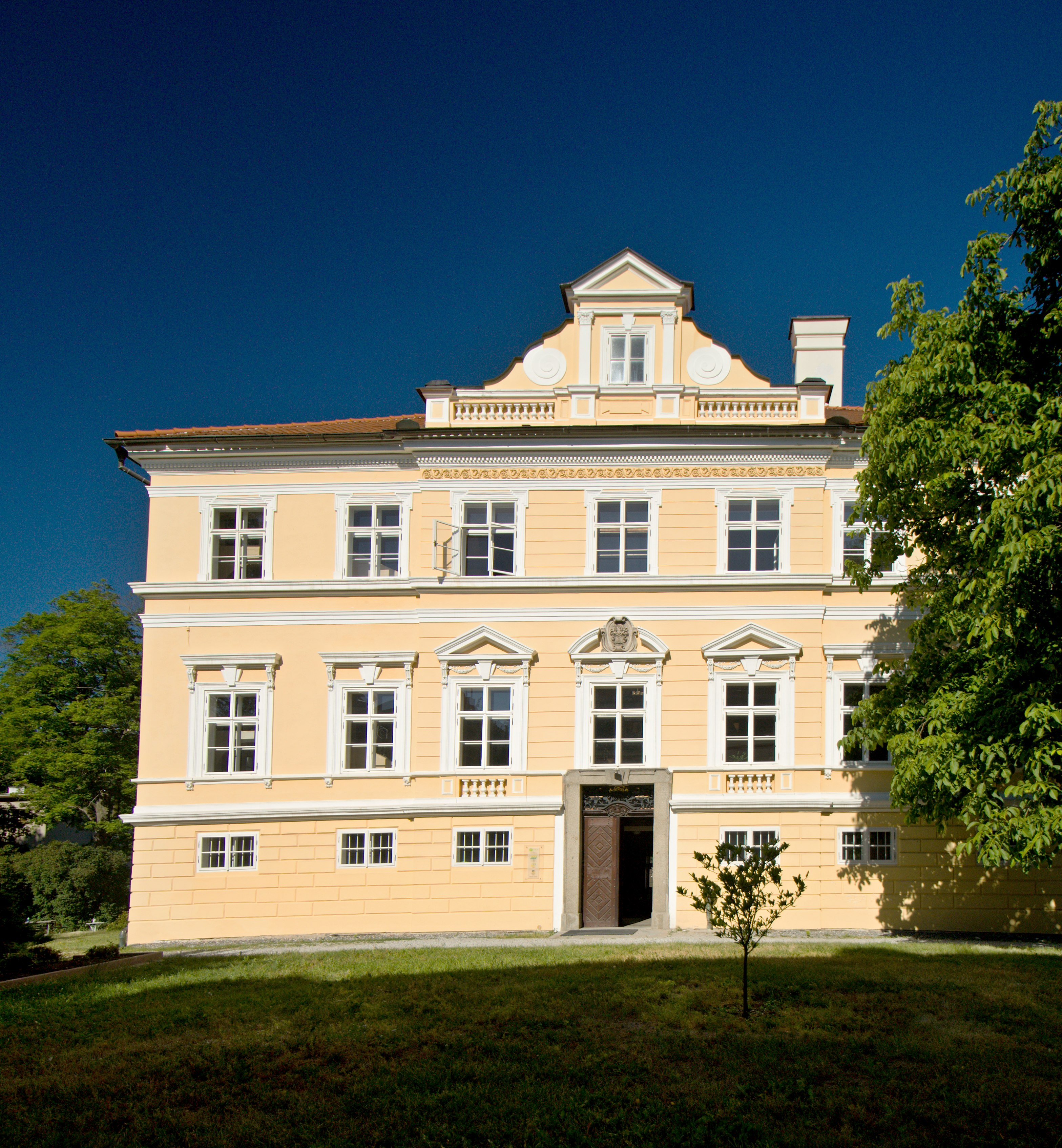
Prčický zámek

První písemná zmínka o vesnici pochází z roku 1184, kdy náležela pánu Vítkovi z Prčice, od něhož odvozují svůj původ nejstarší české šlechtické rody Vítkovců, resp. Rožmberkové, páni z Krumlova, páni z Hradce, páni z Landštejna a páni ze Sezimova Ústí. Ovšem již o dva roky dříve, roku 1182, se Vítek z Prčice jako svědek na listině knížete Bedřicha I. píše jako Witego de Purschitz. Ačkoliv Vítek nejstarší z Prčice býval někdy považován za zakladatele Prčice, archeologický výzkum při revitalizaci prčického náměstí v letech 2010–2011 vznik Prčice posunul hlouběji do historie. Archeoložka Michaela Selmi Wallisová v článku o výzkumu vyslovila hypotézu, že Prčice byla při svém vzniku součástí přemyslovské soustavy a Vítek jako hodnostář na královském dvoře se stal nejprve správcem této vzdálené výspy přemyslovské moci, teprve později se zde Vítkovci stali majiteli rodového panství.
Původní panské sídlo se nacházelo vedle původně románského kostela svatého Vavřince, jenž prodělal nejprve gotickou a po požáru roku 1701 i barokní přestavbu. Postupem času vznikly v Prčici tři tvrze a roku 1591 zahájil Adam Voračický z Paběnic stavbu zámku. Državou vladyků Voračických z Paběnic
Roku 1357 je zde zmiňován Beneš z Choustníka.
V roce 1843 byl z iniciativy arcibiskupa Františka de Paula Pištěka, zdejšího rodáka otevřen prčický špitál.

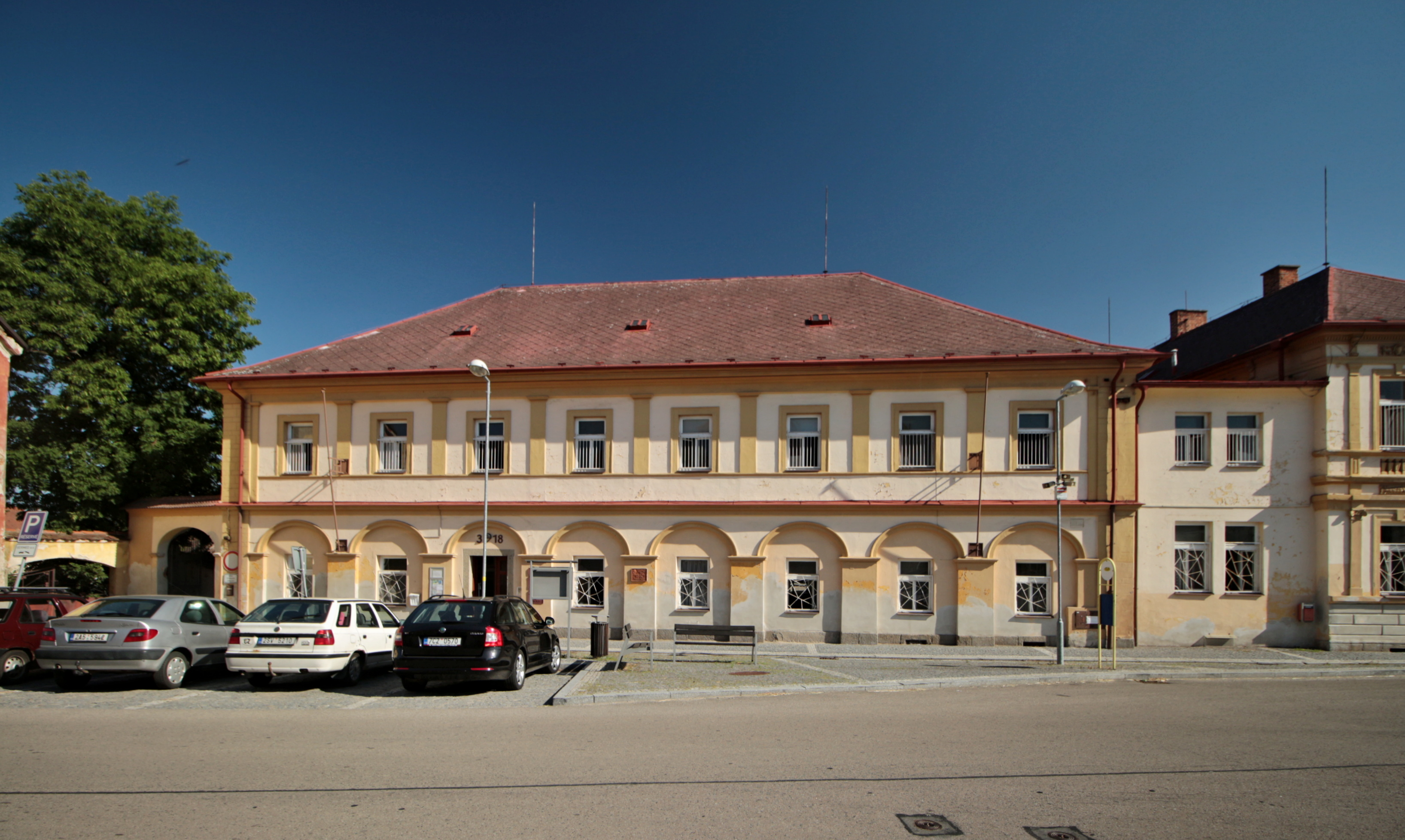
Prčický špitál

Prčice byla samostatným městysem. Dne 6. září 1957 byl podepsán dokument, na jehož základě byl starobylý městys sloučen s moderně se rozvíjejícím sousedním městem Sedlcem do jednoho města Sedlec-Prčice. Obě hlavní části souměstí odděluje niva Sedleckého potoka.

### Židé v Prčici

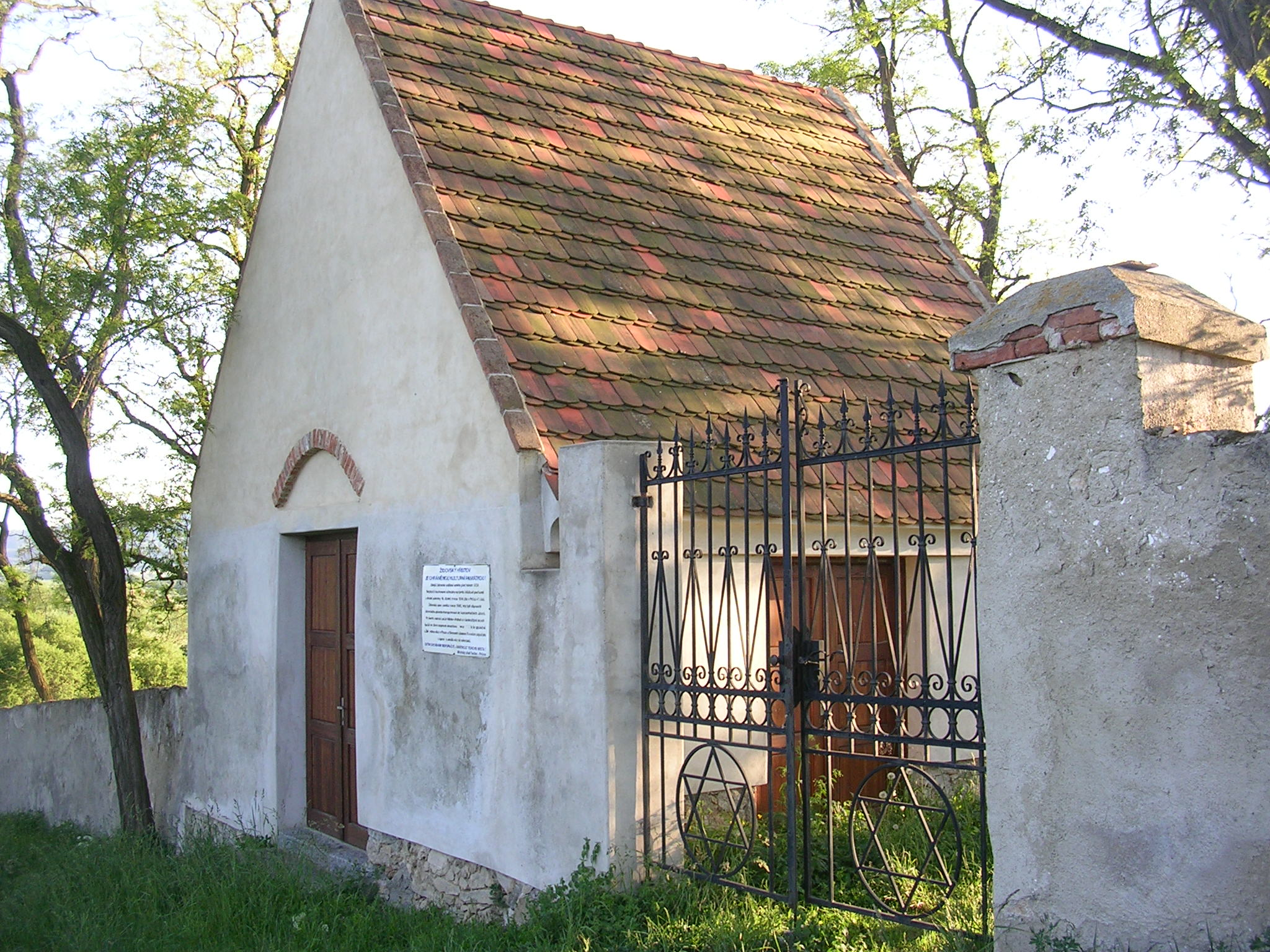
Vstup židovského hřbitova

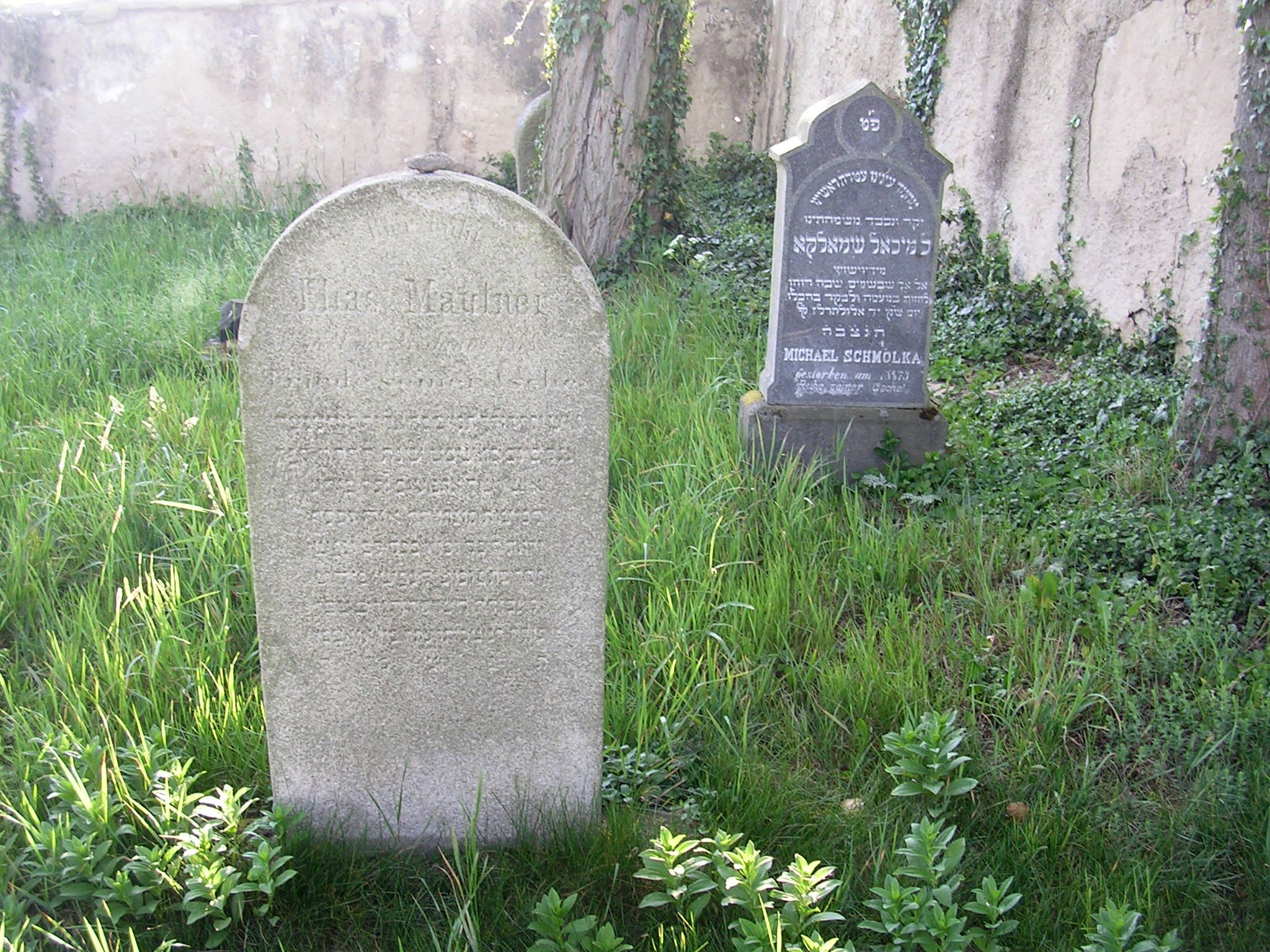
Dva ze starších náhrobků na židovském hřbitově

Někdy před rokem 1724 vzniklo v Prčici židovské osídlení, z něhož se posléze vyvinula samostatná židovská obec. Velmi pravděpodobně zde byly jednotlivé židovské rodiny usazeny rozptýleně mezi křesťanským obyvatelstvem (což bylo v té době ve středních Čechách obvyklé) již v průběhu 17. století, tudíž zde nebylo ghetto. Exaktnější prameny z tohoto období zatím nejsou podrobněji popsány. Víme pouze, že v městském soupisu židů (pochází z roku 1724) je k roku 1618 uváděn "neurčitý počet Židů", dále pak jakákoliv zmínka o židovském obyvatelstvu z městských zápisů mizí, až k roku 1702 je tu evidováno 7 Židů starších deseti let, poté již jsou až do josefínských reforem ve familiantských seznamech vedeni zdejší Židé s neomylnou přesností co do počtu, jmen, povolání i bydliště.
V soupisu Židů z roku 1724 je uvedeno, že v panské vinopalně v patře bývala od roku 1689 modlitebna a kromě toho tu jsou zmíněny tři rodiny: draslař Salomon Cantor se ženou a pěti dětmi (jeden ženatý syn Bernard se ženou Perl a jednou dcerou se živil jako palírník, druhý syn Jakob pomáhal otci s výrobou potaše a třetí syn, patnáctiletý Zacharias, pomáhal bratrovi Bernardovi ve vinoplaně a obchodoval s kůžemi a dalším zbožím), koželuh Feischel Moises se ženou Hanele a třemi dcerami (zaměstnával pomocníka v koželužně Lebenmana původem z Nadějkova) a obchodník lněným i jiným zbožím Josef Israel se ženou a čtyřmi dětmi.
Roku 1880 bydlelo v Prčici 31 Židů, roku 1890 45 Židů, roku 1900 52 Židů, v roce 1910 žilo v obci 43 Židů, v roce 1921, jak uvádějí Hugo Gold a Jan Polák-Rokycana "méně než 30 duší" (ve skutečnosti 24 osob) a roku 1930 23 obyvatel hlásících se k židovskému náboženství.
K židovské obci místně náležely ve 20. století i tyto dříve samostatné židovské obce: Borotín, Divišovice, Jetřichovice, Kvasejovice, Lhota, Libešnice, Mezno, Měštice, Nadějkov, Nosetín, Petříkovice, Přestavlky, Ředice, Sedlec, Střežmíř, Stupčice, Uhřice, Veletice, Bolechovice, Červený Újezd, Velké Heřmanice.
Z Prčice pocházeli dirigent Adolf Čech (vlastním jménem Adolf Taussig, 1842-1903 Praha) a jeho bratr, sólista Opery Národního divadla, Karel Čech (vlastním jménem Karel Taussig, 1844-1913 Praha). Richard Neumann padl jako voják c.k. rakouské armády v první světové válce v Srbsku.
V roce 1942 zdejší židovská obec zanikla. Židé byli v rámci holocaustu okradeni a následně transportováni do ghetta v Terezíně (Transport "Bd" dne 4. září 1942), a posléze zavražděni v koncentračních táborech. Seznam zavražděných prčických obětí holocaustu čítá 31 jmen, zachránila se pouze rodina Friedmannů, a to emigrací do Palestiny na začátku války.
Bývalé ne nevýznamné židovské osídlení Prčice připomíná dnes židovský hřbitov z poloviny 18. století, ležící asi půl kilometru od okraje zástavby Prčice, severovýchodním směrem, kde se dochovalo cca 50 klasicistních a novodobých náhrobků. Po druhé světové válce hřbitov podlehl zpustnutí a devastaci, počínaje rokem 1995 byl upraven a byla zrekonstruována márnice a ohradní zeď.
Přímo na Vítkově náměstí v centru městyse se dodnes dochovala také původní, i když značně přestavěná budova židovské náboženské obce, školy a synagogy, objekt čp. 68 (dům pod radnicí). Pozemek pro stavbu zakoupil pro židovskou náboženskou obec Moises Strauss od Johanna Pištěka, synagoga postavena v roce 1852-1854 v zadním traktu nové budovy jako náhrada za starší modlitebnu z 18. století v domě čp. 109. Slavnostně vysvěcena za účasti votického rabína Moisese Schiffmanna v předvečer šabatu, v pátek 18. srpna 1854 (24. Avu 5614 podle židovského letopočtu).
Synagoga sloužila prčickým i přespolním židům po téměř pět generací až do nacistické okupace v roce 1939. V modlitebním sále se nacházelo 58 mužských sedadel a na galerii 22 sedadel ženských, interiér byl vyzdoben dekorativní malbou, vyřezávanými dřevěnými prvky, východní stěna byla prosvětlena dvěma typickými půlkruhovými okny s vitrážemi a nad svatostánkem aron ha-kodeš byla rozeta. Do roku 1924 byl rabínem 41 let Hynek Kohn, po něm od 1924 Viktor Taussig.
Od druhé poloviny 19. století do roku 1910 v témže objektu fungovala i německá židovská škola, a do počátku 20. století zřejmě i židovská rituální lázeň mikve, jejíž zbytky se pravděpodobně dodnes nacházejí ve sklepení objektu. V přední části domu, s okny do náměstí, byl byt šámese.
Židovská náboženská obec v Prčici nebyla po druhé světové válce obnovena a objekt bývalé synagogy přešel pod správu pražské židovské obce, která jej roku 1961 odprodala družstvu Opus, které zde po radikální přestavbě zřídilo výrobní provozovnu speciálních sedlářských výrobků. V roce 2007 zakoupil objekt soukromý majitel, který následně započal s jeho rekonstrukcí.
Na počátku nacistické okupace byly ritální předměty ze synagogy odvezeny do Prahy, kde jsou dodnes uchovány ve sbírkách Židovského muzea. Celkem se jedná o 129 předmětů a 80 archiválií, včetně tří dochovaných fotografií synagogy z roku 1942. Nejstarší předmět pochází z roku 1722.

### Pochod Praha-Prčice
Od roku 1966 je Prčice cílovým místem pochodu Praha-Prčice, nejznámější a nejmasovější české turistické akce. V jedné ze svých písní se o něm zmiňuje i Ivan Mládek.
Dne 1. ledna 2007 byla vesnice převedena z okresu Benešov do okresu Příbram.

## Obyvatelstvo
| Rok            | 1869 | 1880  | 1890 | 1900 | 1910 | 1921 | 1930 | 1950 | 1961 | 1970 | 1980 | 1991 | 2001 | 2011 | 2021 |
| -------------- | ---- | ----- | ---- | ---- | ---- | ---- | ---- | ---- | ---- | ---- | ---- | ---- | ---- | ---- | ---- |
| Počet obyvatel | 981  | 1 016 | 972  | 897  | 874  | 839  | 789  | 715  | 645  | 645  | 580  | 535  | 519  | 532  | 608  |
| Počet domů     | 133  | 135   | 134  | 139  | 140  | 142  | 153  | 168  | 168  | 159  | 153  | 187  | 198  | 210  | 216  |

## Stavby a pamětihodnosti
- Most Karla Burky se sochami
- Zámek Prčice
- Kostel svatého Vavřince (Prčice)
- Sochy svatého Jana Nepomuckého a dvě sochy svatého Isidora
- Domy čp. 71 a 115
- Usedlost čp. 6
- Morová kaple
- Boží muka
- Židovský hřbitov

Nemocnice v Prčici (dříve špitál-klášter), zdravotnické zařízení, od roku 1975 v objektu sídlí léčebna dlouhodobě nemocných.